# 鲍里斯·约托夫
鲍里斯·约托夫（1996年2月25日—）生于保加利亚索菲亚，是一名阿塞拜疆-保加利亚男子赛艇运动员。他在童年时曾接触过足球和排球，最终专攻赛艇。他最初代表阿塞拜疆，参加了2014年南京青奥和2016年里约奥运，其中在2014年南京青奥收获一枚银牌。后来，他回到保加利亚，开始代表保加利亚参赛。